# Jouet-sur-l'Aubois
Jouet-sur-l’Aubois là một xã thuộc tỉnh Cher trong vùng Centre-Val de Loire miền trung Pháp.

## Dân số
| 1962                                | 1968 | 1975 | 1982 | 1990 | 1999 | 2006 |
| ----------------------------------- | ---- | ---- | ---- | ---- | ---- | ---- |
| 1458                                | 1551 | 1616 | 1488 | 1395 | 1341 | 1521 |
| Từ năm 1962 Dân số không tính trùng |      |      |      |      |      |      |